# Jaap Seidel
Johan Jacob (Jaap) Seidel (Den Haag, 19 augustus 1919 – Eindhoven, 8 mei 2001) was een Nederlands wiskundige die zich voornamelijk bezig hield met meetkunde en grafentheorie. In zijn laatste wetenschappelijke functie was hij hoogleraar aan de TU Eindhoven (TU/e), tot 1 september 1984.

## Leven en werk
Jaap Seidel groeide op in de wijk Duinoord in Den Haag, waar hij ook naar de lagere school ging. Daarna bezocht hij het Stedelijk Gymnasium (nu Gymnasium Haganum) en na zijn eindexamen gymnasium-β in 1937 begon hij in hetzelfde jaar met de studie wis- en natuurkunde aan de Universiteit Leiden. Daar volgde hij colleges van onder anderen Kloosterman (lineaire algebra). In 1940 deed hij zijn kandidaatsexamen. Omdat de Leidse universiteit onder de Duitse bezetting gesloten was, zette hij in 1941 zijn studie voort aan de Vrije Universiteit Amsterdam bij Hans Haantjes, waar hij in 1946 slaagde voor het doctoraalexamen. Deze studie was echter lang onderbroken geweest doordat hij als dwangarbeider verbleef in de buurt van Berlijn; hij ontsnapte echter en bleef tot aan het einde van de oorlog ondergedoken. Vanaf 1946 gaf hij eerst les aan de Amsterdamse M.T.S. voor Bouwkunde en daarna aan het Vossius Gymnasium in Amsterdam, terwijl hij aan zijn proefschrift werkte. In 1948 promoveerde hij in Leiden bij Haantjes op het proefschrift met de titel "De congruentie-orde van het elliptische vlak".
In 1950 werd hij wetenschappelijk ambtenaar (instructeur) aan de Technische Hogeschool Delft (nu TU Delft). In 1954 was hij medeorganisator van het Internationaal Wiskundecongres (ICM) in Amsterdam, waarbij hij zorg droeg voor de tentoonstelling van M.C. Escher. In het voorjaar van 1955 verbleef hij met studieverlof aan een universiteit in Rome (samen met Van de Ven) en in het cursusjaar 1955-56 gaf hij ook een cursus infinitesimaalrekening in Leiden, waar hij vanaf november 1955 ook de zieke Haantjes verving met colleges analytische meetkunde.
Op voorstel van N.G. de Bruijn (toen hoogleraar in Delft) werd hij in november 1956 als hoogleraar en hoofd van de onderafdeling wiskunde van de nieuw opgerichte Technische Hogeschool Eindhoven (nu dus TU/e) benoemd. Daaraan voorafgaand was hij adviseur geweest van de commissie die de oprichting van de hogeschool had voorbereid. Seidel heeft in de eerste 10 jaar van zijn hoogleraarschap zich voornamelijk ingezet voor de op- en uitbouw van het wetenschappelijk kader en de inrichting van het onderwijs op de hogeschool. Zo heeft hij ervoor gezorgd dat ook de nieuwe wetenschap informatica een plaats kreeg in Eindhoven. Een klein publiek gevolg daarvan was het boekje Computerwiskunde.
Vanaf 1966 richtte Seidel zich op een voor hem nieuw onderzoeksterrein, de grafentheorie, en dan met name reguliere grafen, en het samenspel tussen meetkunde en combinatoriek. In eerste instantie samen met Jack van Lint (die op voorstel van Seidel in 1959 tot hoogleraar discrete wiskunde in Eindhoven was benoemd), bouwde hij voort op zijn proefschrift. Hij publiceerde in 1966 een studie waarin een aantal rechte lijnen in {\displaystyle {{\mathbb {R} }^{n}}} worden geassocieerd met de zogeheten grammatrix van die rechten (een specifieke verbindingsmatrix), wat dan weer leidde tot de naar hem genoemde Seidel-adjacency-matrix en Seidel switching.

## Nevenactiviteiten
Seidel werd in 1963 lid van de Academische Raad waarbinnen hij lid was van de commissie Doceren en Studeren en van de commissie Universitaire Lerarenopleiding. Hij was ook lid van de adviescommissie Exacte Wetenschappen van de Nederlandse Organisatie voor Wetenschappelijk Onderzoek (NWO). In 1977 werd hij lid van de KNAW-commissie wiskunde. Verder was hij vanaf 1978 curator van het Mathematisch Centrum (MC, nu CWI) in Amsterdam.
Van zijn belangstelling voor het middelbaar c.q. voortgezet onderwijs getuigden zijn lidmaatschap (1960-1968) van de CMLW en de NOCW. Verder was hij bestuurslid van het Instituut voor Ontwikkeling van het WiskundeOnderwijs (het huidige Freudenthal Instituut van de Universiteit Utrecht). In deze mogen niet onvermeld blijven Seidels activiteiten voor de zogeheten heroriënterings- en vakantiecursussen voor leraren wiskunde die door het MC werden georganiseerd (toentertijd in de vorm van hoorcolleges).
In 1975 werd hij voor zijn verdiensten benoemd tot Ridder in de Orde van de Nederlandse Leeuw. In 1998 werd hij erelid van het Koninklijk Wiskundig Genootschap (KWG).

## Enkele publicaties vanaf 1966
- J.H. van Lint, J.J. Seidel (1966): Equilateral point sets in elliptic geometry. In: Proceedings KNAW, serie. A69: pp. 335–348 (PDF-bestand via TU/e).
- J.J. Seidel (1968): Strongly Regular Graphs with (−1,1,0) Adjacency Matrix Having Eigenvalue 3. In: Linear Algebra and its Applications, vol. 1, deel 2; pp. 281–298.
- P.C. Baayen, J.H. van Lint, J.J. Seidel (1968): Colloqium Discrete Wiskunde. Amsterdam: Mathematisch Centrum (Syllabus no. 5).
- E.R. Berlekamp, J.H. van Lint, J.J. Seidel (1971): A Strongly Regular Graph Derived from the Perfect Ternary Golay Code. In: A Survey of Combinatorial Theory. Amsterdam: North-Holland Publishing Company; pp. 25-30.
- J.J. Seidel (1973):, A survey of two-graphs. In: Colloquio Internazionale sulle Teorie Combinatorie (Proceedings, Rome, 1976). Rome: Atti dei Convegni Lincei; , vol. I; pp. 481–511.
- J.J. Seidel (1974): Graphs and Two-Graphs. In: Proceedings 5th Southeastern Conference on Combinatorics, Graph Theory, and Computing. Winnipeg (Canada): Utilitas Mathematica Publishing Inc.; pp. 125-143.
- J.J. Seidel (1991): Geometry and Combinatorics. Boston: Academic Press. (ISBN 978-1483237718)

Veel van de artikelen in dit boek gaan over de seidelmatrix. De titels van de hoofdstukken zijn: Graphs and Designs, Lines with Few Angles, Matrices and Forms en Non-Euclidean Geometry. Het boek bevat ook een overzicht van Seidels publicaties tot dan toe (in totaal 114).